# 布朗利 (內布拉斯加州)
布朗利（英語：Brownlee）是位於美國內布拉斯加州切里縣的普查規定居民點。

## 歷史
布朗利的郵局自1988年營運至今。

## 人口
根據2020年美國人口普查的數據，布朗利的面積為0.28平方千米，皆為陸地。當地共有人口13人，而人口密度為每平方千米46.43人。